# Кинг Африка
King África (букв. «Король Африка») — аргентинский музыкальный проект.

## История
Проект был основан в начале 1990-х годов. В 1992 году Кинг Африка издал свою первую запись, песню «E-O-E» — она была включена в сборный альбом местного значения.
Следующей изданной песней была «Pontelo, Pontelo». В 1993 году у Кинга Африки выходит альбом «El afrticano». Сингл «Salta» с него добился большого успеха, став платиновым по продажам в родной Аргентине и в Чили.
В 1994 году у Кинга Африки выходит следующий альбом El Palo. С него большого успеха достиг сингл «Mama Yo Quiero», попавший в чарты латинской музыки во многих странах Америки.
В 2001 году Кинг Африка достиг огромного успеха в Испании с кавером на песню группы Azul Azul «La Bomba».